# Bolkov
Bolkov è un comune della Repubblica Ceca facente parte del distretto di Plzeň-jih, nella regione di Plzeň.